# Helicia lauterbachiana
Helicia lauterbachiana är en tvåhjärtbladig växtart som beskrevs av Herman Otto Sleumer. Helicia lauterbachiana ingår i släktet Helicia och familjen Proteaceae. Inga underarter finns listade i Catalogue of Life.